# Leucogranite

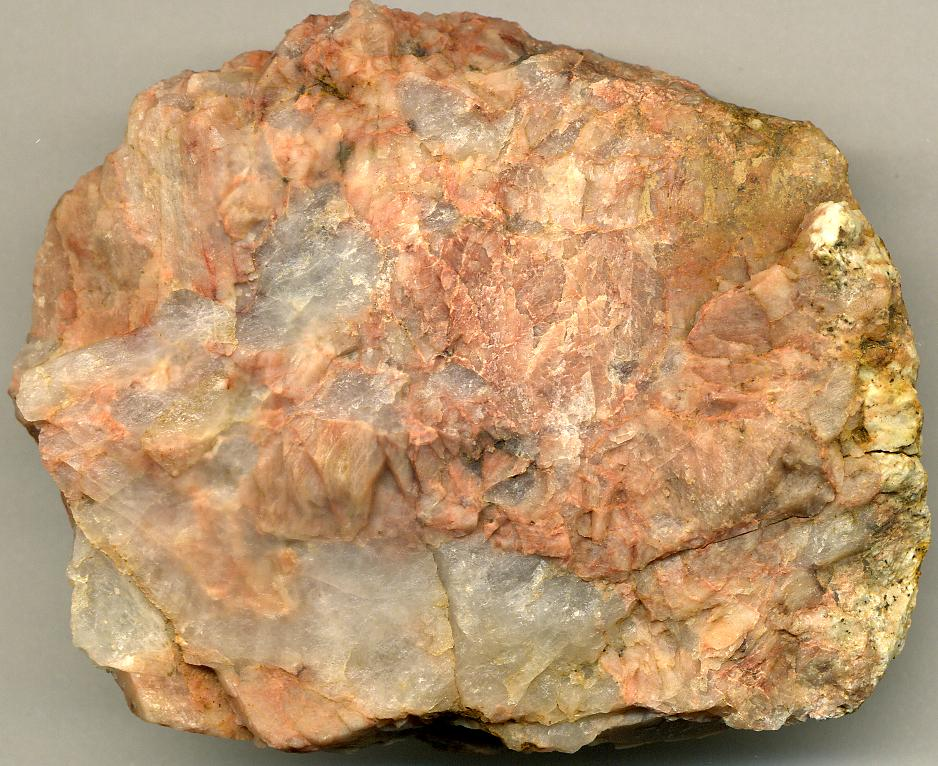
Leucogranite (alaskite) du Colorado (USA) contenant du feldspath de potassium (orthose ou microcline) et du quartz.

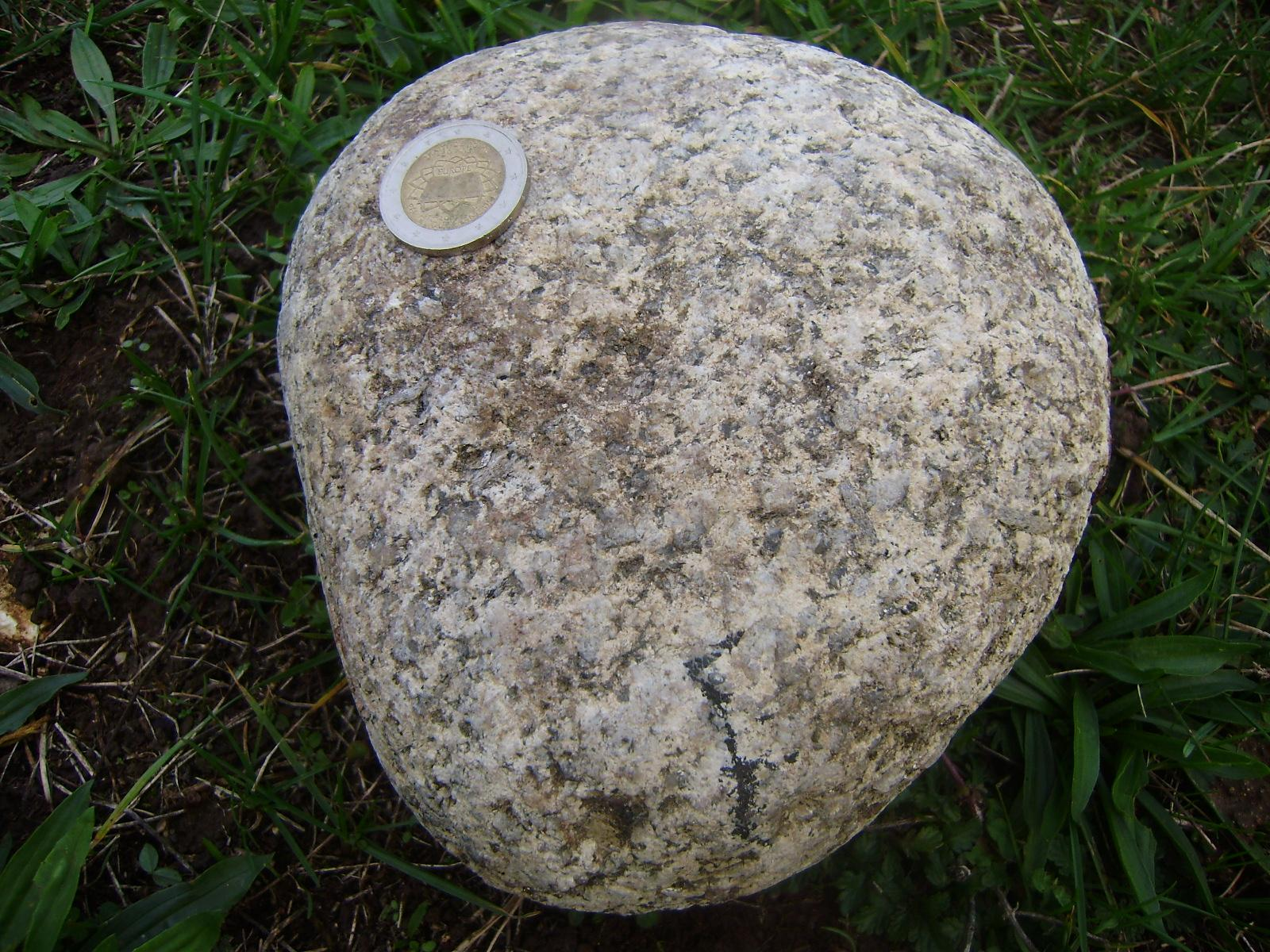
Leucogranite à deux micas de Saint-Mathieu.

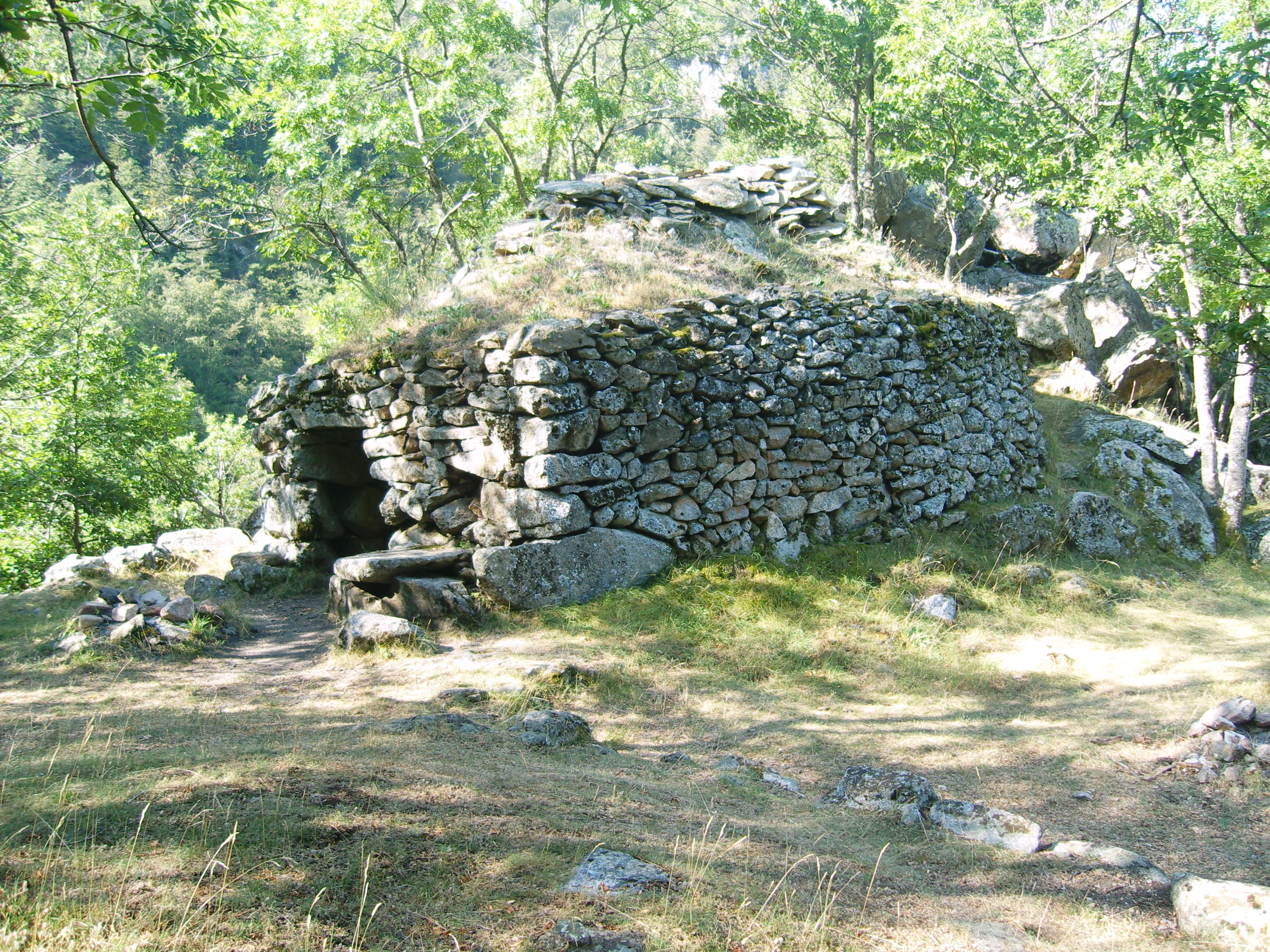
Affleurement de leucogranite, avec une ancienne cabane en pierre ('Cicerola') construite avec la même roche (Casteil, Pyrénées-Orientales).

Le leucogranite (le préfixe est tiré du grec λευκός / leukós, « blanc ») est une roche granitiques dont la composition minéralogique est largement dominée par les minéraux blancs, comme le quartz et les feldspaths, tandis que les minéraux sombres, comme la biotite et les amphiboles, sont très peu présents.

## Constitution
Ces granites hololeucocrates sont à quartz automorphe, feldspath potassique et albite, biotite et muscovite (mica blanc), grenat rose fréquent, avec souvent un silicate d'alumine comme l'andalousite, la topaze, parfois la cordiérite, et de nombreux minéraux accessoires (apatite, zircon, minéraux uranifères, tourmaline...). Les granites à muscovite sont des leucogranites (moins de 5 % de minéraux ferro-magnésiens) à deux micas (biotite et muscovite). Ils forment en général de petits massifs de quelques kilomètres au maximum ; ce sont des magmas de relativement basse température, formés par fusion en présence d'eau de roches sédimentaires. Il se distinguent des granites à cordiérite plus riches en ferro- magnésiens, et qui peuvent facilement être des granodiorites. Ces derniers forment de plus grands massifs (plusieurs dizaines de kilomètres) et se sont formés par fusion à plus haute température, par déstabilisation de la biotite.

## Genèse
Ces granites hyperalumineux à muscovite font partie des plus jeunes roches intrusives sur Terre liées au phénomène d'anatexie dans la croûte continentale. Ils se forment le plus souvent lors des collisions continentales (par exemple dans l'Himalaya), et ont pour origine l'anatexie de métasédiments en présence d'eau, ce qui explique qu'ils contiennent souvent des restites de fusion formant des enclaves très alumineuses. Différents modèles de fusion crustale (effondrement gravitaire, relaxation thermique suivant l'enfouissement) dans ces zones de collision rendent compte de cette anatexie à l'origine d'abondants magmas granitiques.

## En France
Sur les anciennes cartes géologiques françaises, les leucogranites sont appelés granulites. 
Le faciès des leucogranites dans le Massif Central est une roche claire à gros grain et texture équante, possédant de grandes muscovites et peu de biotite (leucogranite à deux micas).